# Adolf Forbert

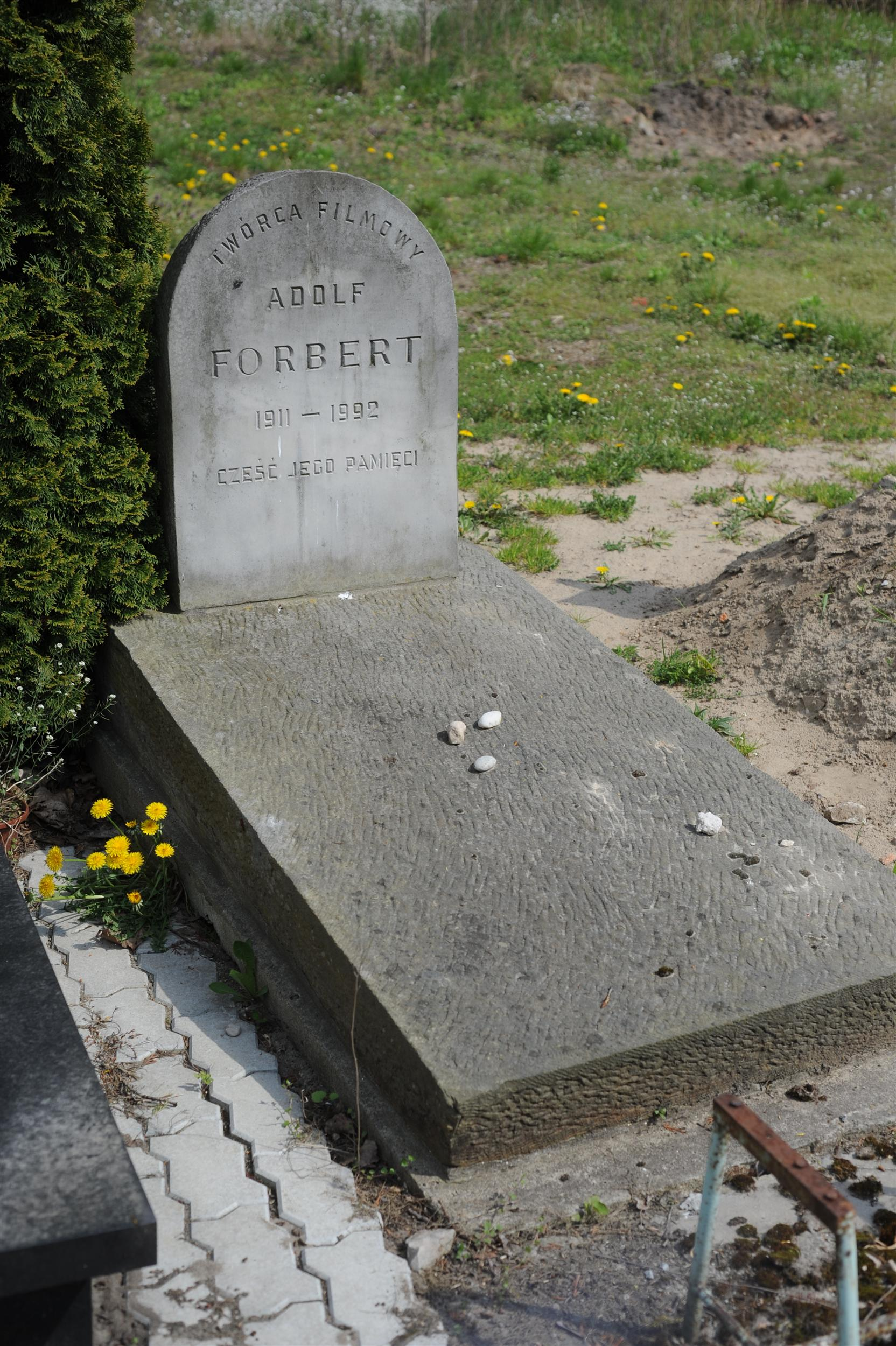
Grób Adolfa Forberta na cmentarzu żydowskim przy ulicy Okopowej w Warszawie

Adolf Forbert (ur. 21 października 1911 w Warszawie, zm. 23 czerwca 1992 tamże) – polski fotograf, operator filmów fabularnych i dokumentalnych oraz reżyser filmów dokumentalnych.

## Życiorys
Urodził się w Warszawie, w żydowskiej rodzinie Leona Forberta, fotografa, producenta filmowego i projektanta dekoracji filmowych. Miał brata Władysława, operatora filmowego. W latach 1929–1931 pracował w Australii jako asystent operatora kroniki filmowej. W 1931 założył w Warszawie laboratorium filmowe Sektor, którego był kierownikiem do 1939.
Po wybuchu II wojny światowej uciekł do radzieckiej strefy okupacyjnej. W latach 1939–1941 był operatorem radzieckiej kroniki filmowej. W 1941 dostał się do niewoli niemieckiej, z której udało mu się zbiec. W 1943 wraz z bratem Władysławem trafił do Czołówki Filmowej armii gen. Zygmunta Berlinga. W 1945 nagrał wyzwalanie Krakowa.
Był współzałożycielem Państwowej Wyższej Szkoły Filmowej w Łodzi, w latach 1948–1983 profesorem na Wydziale Operatorskim oraz w latach 1951–1952 jego dziekanem. Od 1982 na emeryturze. Od 1948 był członkiem PZPR.
Jest pochowany na cmentarzu żydowskim przy ulicy Okopowej w Warszawie (sektor 2a-3-35).

## Wykonał zdjęcia
- 1971: Od wulkanu do lodowca
- 1969: Polonez
- 1966: Bicz Boży
- 1964: Bigos
- 1964: Panienka z okienka
- 1961: Komedianty
- 1955: Pieśni nad Wisłą
- 1955: Podhale w ogniu
- 1953: Sprawa do załatwienia
- 1953: Pościg
- 1952: 1 maja w Warszawie 1952
- 1951: Załoga
- 1949: Czarci żleb
- 1948: Harmonia
- 1948: Stalowe serca
- 1948: Bronek z Widzewa
- 1947: Ślepy tor
- 1946: Zakazane piosenki
- 1946: Suita warszawska
- 1945: Majdanek – cmentarzysko Europy
- 1945: 2×2=4
- 1945: Zagłada Berlina
- 1945: Ballada f-moll
- 1939: Żołnierz królowej Madagaskaru
- 1938: Strachy
- 1937: Weseli biedacy
- 1934: Zamarłe echo

## Ordery i odznaczenia
- Krzyż Oficerski Orderu Odrodzenia Polski
- Krzyż Kawalerski Orderu Odrodzenia Polski (6 lipca 1954)[2]
- Krzyż Walecznych
- Srebrny Krzyż Zasługi (22 stycznia 1946)[3]
- Medal 40-lecia Polski Ludowej[4]

## Nagrody
- Państwowa Nagroda Artystyczna II stopnia (zespołowa) w dziale kinematografii za zdjęcia do filmu Czarci żleb (1950)[5]